# Murcia-Rundfahrt
Die Murcia-Rundfahrt (spanisch Vuelta Ciclista a Murcia) ist ein Straßenradrennen, das alljährlich im südspanischen Murcia als Etappenrennen ausgetragen wird.
Bis 1986 handelte es sich um ein Amateurrennen und bis 1989 um einen nationalen Wettbewerb. Von 1981 bis 2012 wurde das Rennen als Etappenrennen ausgetragen. Im Jahr 2007 wurde die Rundfahrt zunächst abgesagt, da der Veranstalter nach dem Ausstieg des spanischen Fernsehens nicht genügend Sponsoren finden konnte, um die Rundfahrt zu finanzieren. Letztlich fand man dann aber doch genügend Sponsoren und das Rennen konnte, wie geplant, stattfinden. Jedoch wurde sie von fünf auf drei Tage und schließlich auf zwei Tage verkürzt. Seit 2013 findet das Rennen als Eintagesrennen statt und ist in die UCI-Kategorie 1.1 eingeordnet. Ausnahme bildeten die Jahre 2019 und 2020 in denen das Rennen wieder als Etappenrennen ausgetragen der Kategorie 2.1 ausgetragen wurde. Rekordsieger mit 5 Siegen ist Alejandro Valverde.

## Siegerliste
| Jahr | Sieger                  | Zweiter                 | Dritter                   |
| ---- | ----------------------- | ----------------------- | ------------------------- |
| 1981 | Pedro Delgado           |                         |                           |
| 1982 | José Salvador Sanchis   |                         |                           |
| 1983 | Francisco Javier Cedena |                         |                           |
| 1984 | Ricardo Martínez Matey  |                         |                           |
| 1985 | José Recio              | Jesús Blanco Villar     | Pedro Delgado             |
| 1986 | Miguel Indurain         | Pello Ruiz Cabestany    | Jaime Vilamajó            |
| 1987 | Pello Ruiz Cabestany    | Carlos Hernández Bailo  | Mariano Sánchez Martínez  |
| 1988 | Carlos Hernández Bailo  | William Palacio         | Antonio Martínez Martínez |
| 1989 | Marino Alonso           | Silvano Contini         | Víctor Gonzalo            |
| 1990 | Tom Cordes              | Santos Hernández        | Eduardo Chozas Olmo       |
| 1991 | José Luis Villanueva    | Claudio Chiappucci      | Julián Gorospe            |
| 1992 | Álvaro Mejía            | Antonio Martín Velasco  | Melchor Mauri             |
| 1993 | Carlos Galarreta        | Laudelino Cubino        | Eddy Bouwmans             |
| 1994 | Melchor Mauri           | Aitor Garmendia         | Herminio Díaz Zabala      |
| 1995 | Adriano Baffi           | Erik Breukink           | Maurizio Fondriest        |
| 1996 | Melchor Mauri           | Wladimir Belli          | Rodolfo Massi             |
| 1997 | Juan Carlos Domínguez   | Ignacio García Camacho  | Santos González           |
| 1998 | Alberto Elli            | Alekszandr Vinokurov    | Marco Pantani             |
| 1999 | Marco Pantani           | Javier Pascual          | Beat Zberg                |
| 2000 | David Cañada            | Javier Pascual Llorente | José Alberto Martínez     |
| 2001 | Aitor González Jiménez  | Javier Pascual Llorente | Mikel Zarrabeitia         |
| 2002 | Víctor Hugo Peña        | Jan Hruška              | Oscar Camenzind           |
| 2003 | Javier Pascual Llorente | Jan Hruška              | Haimar Zubeldia           |
| 2004 | Alejandro Valverde      | José Iván Gutiérrez     | Cadel Evans               |
| 2005 | Koldo Gil               | Antonio Colom           | Damiano Cunego            |
| 2006 | José Iván Gutiérrez     | David Bernabéu          | Jan Hruška                |
| 2007 | Alejandro Valverde      | Ángel Vicioso           | Manuel Lloret             |
| 2008 | Alejandro Valverde      | Stefano Garzelli        | Alberto Contador          |
| 2009 | Denis Menschow          | Rubén Plaza             | Pieter Weening            |
| 2010 | František Raboň         | Denis Menschow          | Bradley Wiggins           |
| 2011 | Jérôme Coppel           | Denis Menschow          | Wout Poels                |
| 2012 | Nairo Quintana          | Jonathan Tiernan-Locke  | Wout Poels                |
| 2013 | Daniel Navarro          | Bauke Mollema           | Alejandro Valverde        |
| 2014 | Alejandro Valverde      | Tiago Machado           | Davide Rebellin           |
| 2015 | Rein Taaramäe           | Bauke Mollema           | Zdeněk Štybar             |
| 2016 | Philippe Gilbert        | Alejandro Valverde      | İlnur Zäkärin             |
| 2017 | Alejandro Valverde      | Jhonatan Restrepo       | Patrick Konrad            |
| 2018 | Luis León Sánchez       | Alejandro Valverde      | Philippe Gilbert          |
| 2019 | Luis León Sánchez       | Alejandro Valverde      | Pello Bilbao              |
| 2020 | Xandro Meurisse         | Josef Černý             | Lennard Kämna             |
| 2021 | Antonio Jesús Soto      | Ángel Madrazo           | Gonzalo Serrano           |
| 2022 | Alessandro Covi         | Matteo Trentin          | Matis Louvel              |
| 2023 | Ben Turner              | Simon Clarke            | Jordi Meeus               |
| 2024 | Ben O’Connor            | Jan Tratnik             | Tim Wellens               |
| 2025 | Fabio Christen          | Aurélien Paret-Peintre  | Christian Scaroni         |

Bemerkung zu 2011: Der Sieg von Alberto Contador wurde durch das Urteil des CAS im Februar 2012 wegen Dopings bei einem anderen Rennen aberkannt.